# Fotonaponska šindra
Fotonaponske šindre, koje se također nazivaju i solarne šindre su skup solarnih članaka koje su dizajnirane da izgledaju i funkcioniraju kao standardni krovni materijali.  Uz zaštitu od prodora vode, te toplinsku zaštitu, solarne šindre služe i za proizvodnju električne energije dobivene od sunčeve svjetlosti. Solarne šindre izrađuju se od istih materijala korištenih u izradi solarnih panela, kao što su električni vodiči, vanjski vodootporni slojevi koji štite panel od vanjskih utjecaja i materijali koji pretvaraju sunčevu svjetlosnu energiju u električnu pomoću fotoelektričnog efekta. 

## Princip rada fotonaponske šindre
Foton je elementarna čestica elektromagnetskog zračenja koja nema masu niti električni naboj. Temeljna je čestica svjetlosti i najvidljiviji je dio elektromagnetskog spektra zračenja. Fotoni iz sunčeve svjetlosti upadaju pod određenim kutom na površinu solarne ćelije. Kada foton s dovoljno energije djeluje na silicijsku ćeliju, on izbije elektron iz njegove veze, ostavljajući na tom mjestu šupljinu. Negativno nabijen elektron i pozitivno nabijena šupljina sada se mogu slobodno kretati u prostoru. Negativno nabijen elektron giba se prema N strani poluvodiča, dok se pozitivno nabijena šupljina giba prema P strani poluvodiča - PN spoj. Na taj se način elektroni i šupljine u poluvodičima nagomilavaju na suprotnim krajevima stvarajući tako električni napon. Ako na krajeve tako nabijenih strana 
priključimo trošilo, kroz njega će poteći električna struja. Na ovom principu rade fotonaponske šindre i solarni paneli.

## Tesla fotonaponske šindre
Američka kompanija Tesla prva je predstavila fotonaponske šindre u nekoliko različitih izvedbi. Zamišljene su da budu atraktivnija opcija skupljanja solarne energije od klasičnih solarnih panela koji se montiraju na krovove kuća i tako vizualno zagađuju krovišta. Crijepovi će se proizvoditi u četiri dizajna, pa će svaki vlasnik kuće moći odabrati onaj koji mu najviše odgovara. Tesline fotonaponske šindre izrađene su od kaljenog stakla, pa su čvršće od svih postojećih vrsta krovnih obloga. U Tesli su toliko uvjereni u njihovu kvalitetu da nude doživotnu garanciju.  Ovakav će krov trajati najmanje onoliko koliko i kuća na kojoj je postavljen.  

## Pohrana električne energije
Za pohranu električne energije dobivene putem solarnih panela ili fotonaponskih šindri potrebne su baterije. Tijekom dana za vrijeme sunčeve svjetlosti, baterije se pune i tako osiguravaju potrebnu električnu energiju onda kada je ona najpotrebnija, tijekom noći. Tesla je uz fotonaponske šindre predstavila i baterijska rješenja za pohranu električne energije Tesla Powerwall 2. Ovaj baterijski sustav odlikuje odličan dizajn, male dimenzije, jednostavnost konstrukcije i zadovoljavajuća gustoća energije koju je u njega moguće pohraniti. Powerwall 2 sustav sastavljen je od niza punjivih, litij-ionskih baterija cilindričnog oblika, koje su međusobno povezane i stavljene u kućište. Tesla koristi najnaprednije baterijske cilindrične baterije 2170 koje je proizvela tvrtka Panasonic i smatraju se najboljim komercijalnim baterijama trenutno dostupnim na tržištu. Koriste se za proizvodnju baterijskih modula za Powerwall 2 i njihovih električnih automobila. Odlikuje ih visoka gustoća energije koju mogu pohraniti i najniža cijena s obzirom na konkurenciju. Panasonic za 2019. godinu najavljuje još napredniji model. 
Tesla Powerwall 2 ima kapacitet od 13.5 kWh. Dimenzije su 1150 x 755 x 155 mm, masa 125kg, može se lako instalirati na vanjski zid kuće ili zgrade, ili unutar kuće jer zbog svojih relativno malih dimenzija, ne zauzima previše prostora.  Fotonaponske šindre u kombinaciji s baterijskim sustavima još uvijek ne omogućuju potpuno isključenje kućanstva s električne mreže. Zbog relativno slabe korisnosti solarnih članaka i još uvijek premalog kapaciteta baterija, ovakva energetska rješenja nisu u ovom trenutku dovoljna da se kućanstva oslone u cijelosti na ovakve sustave, bez djelomičnog uzimanja električne energije iz mreže.  Očekuje se daljnji napredak na području baterijskih tehnologija i povećanju korisnosti solarnih članaka, tako da bi ovakvi sustavi u bliskoj budućnosti trebali biti u mogućnosti u potpunosti zadovoljiti energetske potrebe kućanstva. 
Teslin Powerwall 2 ima mogućnost spajanja na pametni telefon pomoću Tesline aplikacije koja omogućuje upravljanje električnom energijom, detaljan uvid u statistiku dnevne proizvodnje i potrošnje elekrične energije, kao i uvid koliko kućanstvo u pojedinom trenutku koristi električne energije iz mreže, a koliko iz baterijskog sustava. Ako električna energija koja se koristi u određenom trenutku nije prevelika, cijelo kućanstvo može biti neko vrijeme napajano isključivo iz baterijskog sustava, no to uvelike ovisi o broju sunčanih sati i naoblaci. 

## Prednosti i nedostaci
Prednost ovakvih energetskih sustava svakako je smanjena ovisnost o fosilnim gorivima i mogućnost vlastite proizvodnje električne energije.  Fotonaponske šindre ujedno su rješenje za dobivanje čiste električne energije, bez štetnih emisija CO2, a istodobno imaju i funkciju krovišta. Prednost je i moderan dizajn krova koji se uklapa u današnji suvremen arhitektonski stil gradnje.  Korisnici ovakvih sustava uvijek imaju fiksnu cijenu električne energije, bez obzira na cjenovne oscilacije električne energije na tržištu, što može biti prednost ako cijena električne energije osjetno naraste.  
Najveći nedostatak je visoka početna investicija, koja se za korisnike koji troše malo električne energije ili koriste jeftinu električnu energiju, u ovom trenutku još uvijek ne isplati.

## Cijena i održavanje
Ovakva energetska rješenja još uvijek nisu isplativa u zemljama s relativno jeftinom električnom energijom, pošto su početna ulaganja znatna. Kako su fotonaponske šindre još uvijek relativno novo energetsko rješenje koje se na tržištu pojavilo 2018. godine, za očekivati je pad cijene kako se proizvodnja bude povećavala. U nekim zemljama sa skupljom električnom energijom, ovakvi sustavi mogu uštediti dosta novca i isplatiti sami sebe kroz svega desetak godina. To uvelike ovisi i o energetskim potrebama samog kućanstva, broju trošila, lokaciji ali i o tome spajaju li se na takve sustave električna vozila i sl. te da li je takav sustav maksimalno iskorišten. Na cijenu mogu utjecati i državni poticaji kao i mogućnost otkupa viška proizvedene električne energije koja se šalje u mrežu.
Cijena solarnih šindri je u prosjeku oko 1530 kuna po kvadratnom metru (podatak za 2018. godinu), ovisno o modelu fotonaponske šindre, taj iznos može biti i veći. Baterijski sustavi poput Powerwall 2 imaju cijenu oko 40-50 tisuča kuna za kapacitet od 13.5 kWh ovisno o tržištu na kojem se prodaju (podatak za 2018. godinu). U ove cijene nisu uključeni instalacijski radovi, kao niti postavljanje krovišta.  Održavanje ovakvih sustava ne zahtjeva veće troškove. 